# غزوة العشيرة
غَزْوَةُ العُشَيَرة (ويقال بالسين المهملة ويقال العشيراء) خرج محمد ﷺ رسول الإسلام بنفسه في خمسين ومائة راكب وقيل في مئتين أثناء جمادى الأولى حتى بلغها وهي مكان ببطن ينبع وأقام هناك بقية الشهر وليالي من جمادى الآخرة ليتتبع عير قريش ثم رجع ولم يلق كيدا وكان استخلف على المدينة أبا سلمة بن عبد الأسد وفي صحيح مسلم من حديث أبي إسحاق السبيعي قال قلت لزيد بن أرقم كم غزا محمد قال تسع عشرة غزوة أولها العشيرة أو العشيراء.
عن عمار بن ياسر قال: كنت أنا وعلي بن أبي طالب رفيقين في غزوة العشيرة من بطن ينبع. فلما نزلها رسول الله صلى الله عليه وسلم أقام به شهرا فصالح بها بني مدلج وحلفاءهم من بني ضمرة وكلهم من قبيلة كنانة.